# Trachemys gaigeae
Trachemys gaigeae és una espècie de tortuga aquàtica nativa dels Estats Units de Nou Mèxic i Texas, i nord de Mèxic a l'estat de Chihuahua. Es troba principalment al Río Bravo i el Concho. L'epítet específic gaigeae és en honor de l'herpetòleg Helen Beulah Thompson Gaige, qui va recollir el primer espècimen a Big Bend el 1928. L'espècie va ser descrita primer per Norman Edouard Hartweg el 1939. Aquesta espècie primer va ser considerada com una espècie del gènere Pseudemys i després una subespècie de l'espècie Trachemys scripta, però actualment es considera una espècie.

## Comportament
És principalment aquàtica, sovint està sobre les roques sota l'aigua. Quan les femelles ponen les ous ho fan sobre la terra ferma. Són animals omnívors, essent els animals joves principalment carnívors i progressivament passen a ser herbívors. Els adults fan de 12,5 a 27 cm de llargada.

## Subespècies
- Trachemys gaigeae gaigeae (Hartweg, 1939)
- Trachemys gaigeae hartwegi (Legler, 1990)